# Орнитологично важни места в България
В България има 114 орнитологично важни места. Те са обявени от международната природозащитна организация „БърдЛайф Интернешънъл“ (BirdLife International), като места от световно или регионално значение за опазване на птиците.
Първите 22 орнитологично важни места са определени през 1989 г. През 1997 г. към списъка са добавени още 30 места, като 3 от старите места (“Боатин”, „Царичина“ и „Стенето“) са обединени и разширени под името „Централен Балкан“, обхващащо цялата територия на националния парк и 1 (“Комлекс Камчия”) е само териториално разширено. Нови 63 места са обявени през 2005 г., а заедно с тях 4 („Западен Балкан“, „Калиакра“, “Комплекс Камчия” и „Централен Балкан“) от предишните места са разширени и 2 („Гинци“ и „Влажни ливади Зимевица“) са обединени и разширени под името “Понор”.
Всички орнитологично важни места през 2008 г. са приети за Специално защитени зони от националната екологична мрежа (по смисъла на Закона за биологичното разнообразие, отговарящ на изискванията на Директивата за птиците на ЕС), която е част от европейската екологична мрежа „Натура 2000“.
През територията на България минават 2 от основните въздушни магистрали на мигриращите птици в Европа:
- Виа Понтика по Черноморието и
- Виа Аристотелис по дефилето на река Струма, Софийската котловина и Искърския пролом.

## Списък
- Адата – Тунджа
- Априлци
- Атанасовско езеро
- Бакърлъка
- Балчик
- Батова
- Комплекс Беленски острови
- Белите скали
- Берковица
- Бесапарски ридове
- Бобошево
- Бургаско езеро
- Бяла река
- Остров Вардим
- Варненско—Белославско езеро
- Васильовска планина
- Велчево
- Витоша
- Врачански Балкан
- Галата
- Гарванско блато
- Остров Голя
- Горни Дъбник – Телиш
- Деветашко плато
- Дервентски възвишения
- Добростан
- Долна козница
- Долни Богров – Казичене
- Дуранкулашко езеро
- Емине
- Язовир „Жребчево“
- Западен Балкан
- Западни Родопи
- Западна Странджа
- Рибарници Звъничево
- Златията
- Златополе
- Остров Ибиша
- Язовир „Ивайловград“
- Калиакра
- Комплекс Калимок
- Комплекс „Камчия“
- Камчийска планина
- Каменски баир
- Карлуковски карст
- Язовир „Конуш“
- Котленска планина
- Кочериново
- Кресна
- Крумовица
- Остров Лакът
- Ломовете
- Лудогорие
- Маджарово
- Блато Малък Преславец
- Язовир Малко Шарково
- Комплекс Мандра – Пода
- Марица – Първомай
- Марица – Пловдив
- Рибарници Мечка
- Мелнишки пирамиди
- Мещица
- Места
- Микре
- Мост Арда
- Никополско плато
- Ноевци
- Обнова
- Рибарници Орсоя
- Осогово
- Овчарово
- Овчарица
- Палакария
- Персенк
- Пирин
- Рибарници Пловдив
- Остров Пожарево
- Поморийско езеро
- Понор
- Провадийско—Роякско плато
- Язовир Пясъчник
- Радинчево
- Раяновци
- Рила
- Язовир Розов кладенец
- Ропотамо
- Руй
- Рупите
- Сакар
- Сините камъни—Грабенец
- Скрино
- Славянка
- Сребърна
- Средна гора
- Стената
- Стралджа
- Странджа
- Студен кладенец
- Студенец
- Суха река
- Свищовско – Беленска низина
- Триград – Мурсалица
- Оризища Цалапица
- Цибърско блато
- Централен Балкан
- Чаира
- Рибарници Челопечене
- Залив Ченгене скеле
- Шабленски езерен комплекс